# Faubourg Lacapelle

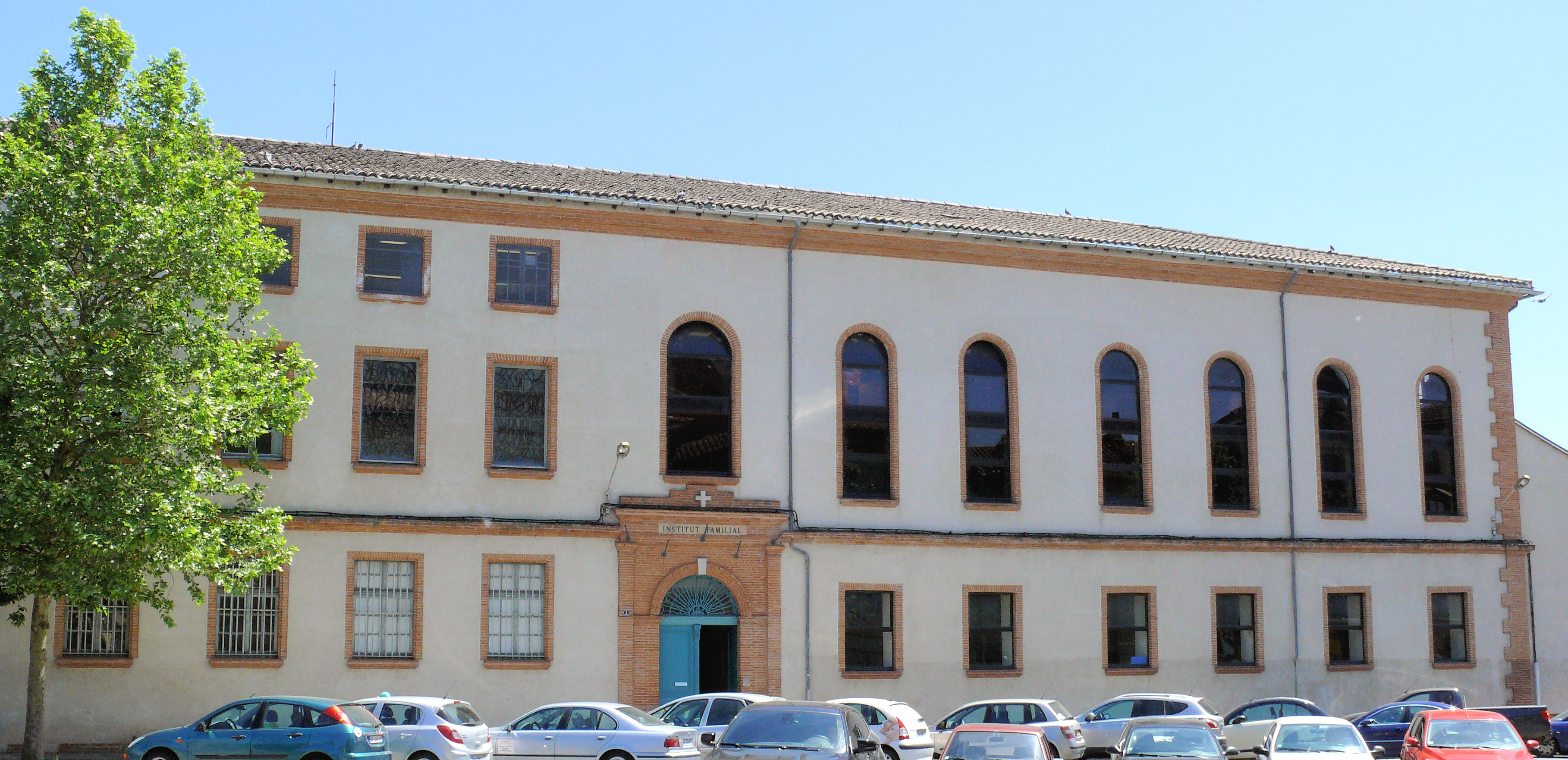
Het Institut familial, het voormalige cordeliersklooster

De Faubourg Lacapelle is een straat en een historische buurt in de Franse stad Montauban (Tarn-et-Garonne). De straat loopt in zuidoostelijke richting tussen de Faubourg du Moustier in het zuiden en de Boulevard Gustave Garrisson in het noorden. In het zuiden vormt de Boulevard Montauriol de verbinding met de Faubourg du Moustier.

## Geschiedenis
De weg ontstond in de 12e eeuw als verbindingsweg tussen het dorp van Montauriol en de nieuwe gestichte bastide Montauban. In de loop van de 13e eeuw kwam er bebouwing langs de weg. De weg gaf uit op de stadspoort Porte de Campagne en de oudste naam van de buurt was dan ook Faubourg de Campagne. Dit veranderde naar Faubourg de la Chapelle of Faubourg Lacapelle naar de kapel Saint-Vincent die aan de weg lag. 
De franciscanen bouwden in het midden van de 13e eeuw hun klooster in de Faubourg Lacapelle net buiten de stadsmuren. Dit klooster werd vernield tijdens de Hugenotenoorlogen maar herbouwd vanaf 1632. In 1816 vestigden de ursulinen een school in het voormalige cordeliersklooster. In de loop van de 19e eeuw werden in de Faubourg Lacapelle nog twee grote scholen gebouwd: de jongensschool Collège Ingres (1870) en de meisjesschool Lycée Michelet.